# 誘拐婚

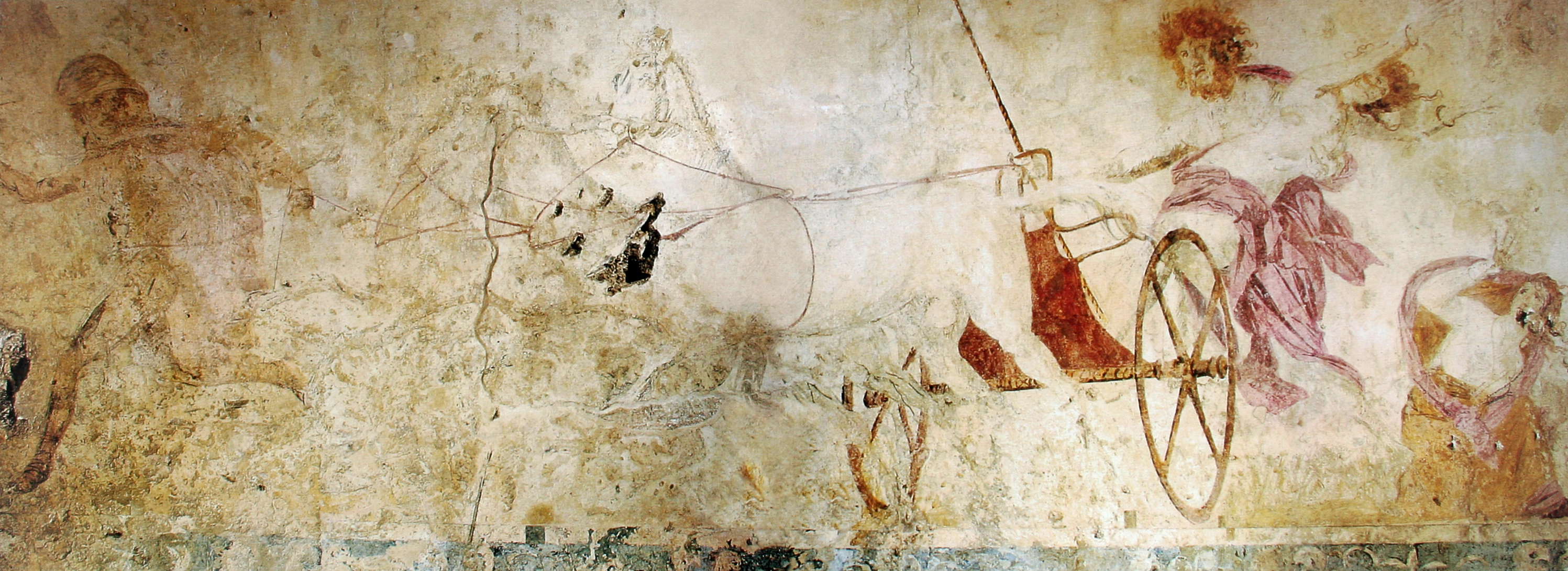
ペルセポネーをデーメーテールの元から奪い去るハーデース

誘拐婚（ゆうかいこん、英語: Bride kidnapping, Bride abduction）は男性が求婚する女性に対して誘拐する風習。21世紀においては女性の人権侵害として非難されることが多い。その性質および実態は地域によって異なる。略奪婚、掠奪婚（りゃくだつこん）とも称す。

## 歴史
古くはローマで起こったとされるサビニの女たちの略奪があげられ、ギリシャ神話のハデスのペルセポネーの誘拐などにもその風習が見られる。古代ヨーロッパでは父親を倒し、娘を攫うほどの屈強な男性が理想とされていた。
中世に入りモンゴルを中心とした騎馬民族の戦利品、イスラム教の戦利品 (クルアーン)の一部として美しい女性を妻とする風習が生まれ、ユーラシア大陸にその風俗が根付いた。

## ヨーロッパ

### フランス
フランスでは15世紀から17世紀のアンシャン・レジームを通して、女子代理人との結婚のために誘拐が頻発した。ただしこれは近世フランスで貴族の財産相続において長男が相続に有利な仕組みが確立されたが、後継に恵まれなかった場合に女子が相続人として家名と財産を預かることとなり、効率的に財産や所領を増やすことを目的とした誘拐の被害者になったとされる。関西学院大学の滝澤聡子は1420年に行われたジル・ド・レの婚姻を例に挙げている。誘拐しようとした女性からの激しい抵抗に遭う誘拐婚は暴力的誘拐と呼ばれ、刑罰は強姦相当として大部分は永久追放と財産没収に加え無法者の烙印が押され、ほとんどないが最も重い罰として斬首刑が存在した。また誘拐された女性側も相続権の放棄と全財産の没収が行われたが、離婚の末家族の元に戻る場合それらは元に戻された。そのため加害者は暴力的誘拐には該当しないケースとするために、結婚したという既成事実を盾に正当化しようとした。また自由恋愛からくる結婚は自分たちの身分より下の身分との婚姻であるメザリアンス(en:Mésalliance)が世俗社会にとっては脅威であり、誘拐婚と自由結婚が同一と扱われるようになった。またこれ以外にも両親からの同意が結婚では必須とされたため、両親の同意のない結婚は惑わしの誘拐として結婚が無効と扱われたケースが存在する。状況によって貴族はこれらのケースを使い分け、自身の家系の利益に繋がるよう利用した。

### イタリア
イタリアには、特に南部を中心にフイティーナという慣習があった。フイティーナは、後述の日本のオットイと似ており、本来は恋人同士の合意に基づく駆け落ちを指す。しかし、イタリアの一部には、強姦された女性は、家族の名誉を失うことを避けるため、強姦犯と結婚を強制される慣習があり、これを利用した誘拐婚も発生していた。この誘拐は、犯人が罪を逃れるために、フイティーナであると主張されることが多かった。
この慣習を有名にしたのは、フランカ・ヴィオラの事件である。ヴィオラは1965年12月に、10人以上の武装集団に誘拐され、1週間にわたり監禁され、頻繁に強姦された。犯人は、過去にヴィオラと婚約していたフィリッポ・メロディアという男性で、窃盗で逮捕されたことを機に婚約を解消されていた。メロディアはヴィオラに「名誉を失いたくないなら、自分と結婚しろ」と迫ったが、ヴィオラは気丈にもメロディアを誘拐と強姦の罪で訴えると応じた。
ヴィオラの行為は、地域において伝統に反するものであったため、周囲の人から批判され、家屋に放火までされた。メロディアは最終的に10年の懲役となり、襲撃を手助けした者のうち5人は無罪であり、有罪となった者も軽い罪となった。
イタリアの法律には「強姦犯は、被害者と結婚することで訴追されなくなる」という条文があったが、この裁判の余波により、強姦犯は犠牲者の結婚を通じて処罰を免れることは難しくなった。ただし、この条文が廃止されたのは、さらに年月がたった1981年になってからである。

## アフリカ

### エチオピア
エチオピアではオロミア州で80パーセント、南部諸民族州で92パーセント、国全体の平均で69パーセントが誘拐による結婚だという。

## 東欧

### グルジア
グルジア北西部では承諾なしの誘拐婚が3割に当たると指摘されている。

## 中央アジア
申命記 22章28〜29節 人と婚約していない処女を捕まえ犯した男は、女の父親に銀50シェケルを支払い女と結婚しなければならず別れることはできないと記されている。
キルギスなどの「アラ・カチュー」と呼ばれる風習は、村社会の人間関係や特有の価値観、遊牧時代からの歴史などが背景にあるとされている。

## アジア

### ネパール
ネパールには児童婚の風習があり少女が誘拐されることがある。人口の81.5%がヒンドゥー教であるネパールでは、カースト制度の影響もあり、最下層であるダリットの児童婚で頻繁にみられる。

### 日本

#### 文化人類学的観点
民俗学者の柳田國男は著書にて、誘拐婚には以下の3つのケースがあるとしている。
- 親が感知しない内に男性が友人の助けを得て、女性を連れて行ってしまう場合
- 何らかの理由で親が公に了承することができない場合
- 経済的な理由で正式な結婚ができない場合

民俗学者の早川孝太郎は著書で、かつて日本全国で見られたこの習俗が、昭和19年時点でほとんど行われていないものとなっていたと述べている。またその中の例外として、同年2月に大崎町の習俗について調べた際に、鹿児島地方のオットイ（嫁盗み）を掠奪婚として扱っていいものか疑問を呈している。また、娶るということば元々「女捕る」という言葉が由来とされている。

#### 文学的観点
物くさ太郎で語られる辻取りが文化としてあった。

#### 法的観点
2019年現在婚姻を目的とした誘拐は結婚目的略取として逮捕される恐れがある。

#### 事例
平安時代においては源俊房と娟子内親王、小野宮実資、常陸掾平維幹、蜻蛉日記における藤原遠度などが具体例として挙げられている。
戦国時代においては、徳川秀忠が、娘である千姫と大坂城を救った坂崎出羽守との結婚を良しとしなかったために、本多忠刻に誘拐されたことにして嫁がせた千姫事件が挙げられる。
柳田は著書にて、折口信夫との会話にて登場したボオタ（奪ったの意）について触れている。ボオタは明治時代の初期まで大阪の木津、難波、今宮にて行われていた。経済的事情によって結婚が難しい場合、女性が夕方着飾って男性を待ち、男性は黙って女性を連れていく。この際ボオタ、ボオタと大声で言いながら男性の家に向かい、後日仲介を挟んで親子の対面をする。柳田はこれ以外に九州の長崎や博多の報告があることについても触れている。
高知県大豊町ではかたぐという言葉で誘拐婚が存在した。当時家の繋がりとしての意味合いが強かったがゆえに両親の承諾が得られない結婚に対する対抗手段として用いられた。明治時代以降には当人同士の同意によるものが多かったとされる。この時直接夫側の家に妻となる女性を入れるのではなく、仲介者の家に預けることで家名に瑕がつかず、その後の両親との交渉がうまくいく場合が多かった。
京都府京都市左京区の田中部落では、1928年1月1日、朝田善之助が「あの娘すきや、ぜひ嫁にもらいたい」という知人男性の希望で拉致行為に手を貸し、警察に逮捕された。このとき朝田らは娘が母親と連れ立って風呂に行くところを集団で待ち伏せ、やってきたところを羽織を脱がせて頭からかぶせ、集団で担いで行ったが、当の娘が暴れて逃げたため未遂に終わったという。
長野県の同和地区でも「寝連れ」（ねつれ）という誘拐婚の習慣があった。
1959年に鹿児島県の大隅半島串良町で発生した強姦致傷罪の裁判で、弁護士は被告がおっとい嫁じょもしくはオツトリ嫁という、姦淫によって強制的に婚姻に同意させる慣習の存在により法を侵していないと認識していたとして無罪を主張した。しかし鹿児島地方裁判所は違法性への認識だけが故意か否かを判別する要素ではなく、また被告の供述と検察官に対する供述調書から、被告はその慣習の内容が反社会的性質を持つと認識しているとして、弁護人の主張を退けた。本件は鹿児島県内のメディアで報じられ、『南日本新聞』では日曜特集のシリーズ「希望する話題」の中で風習そのものについて調査、掲載された。それによるとおっとい嫁じょは第二次世界大戦前までは鹿児島県の一部地域で残っていたものの、事件発生当時はほぼ失われていたとされる。また風習自体は本来略奪婚ではなく、家庭の事情や経済的な問題からくる合意の上での駆け落ちであったことなどが記されている。また、本件はこの駆け落ちであった風習を歪曲したものだとする考えも紹介される。この件を通じて当時の教育委員会の主事、現地の青年団長、青年団連絡協議会副会長は改めて対話を通じて違法性を認識し、この因習をなくすことに注力することを語っている。また『鹿児島毎日新聞』では「実刑三年でも軽い これを許す社会にも罪」と題した人々の事件や判決に対する意見をまとめた記事を掲載した他、結婚観に関するコラムを掲載している。本件は被告人の計画的な姦淫に関する事実誤認や被害者の負傷の回復に必要とされた日数とその根拠が不適切であること、風習の認知度や周囲の勧めもあったことによる違法性の認識の欠如、被告の背景や周囲の様子から量刑が重すぎることなどを挙げて控訴され、最高裁判所まで争われる。しかし昭和35年5月26日に棄却され、3年の実刑となる。

### 中国
英国放送協会は2019年に人権団体のコリア・フューチャー・イニシアティヴで集めた証言として、北朝鮮の女性が違法な手段で中国に移動させられ、売春や現地男性との結婚の強要の被害に遭っていることを報じた。

### ベトナム
モン族では、意中の女性との結婚が女性の家族に反対された男性は友人と共謀して女性を拐う。女性の家族が男性からの贈答品を受け取ると結婚が成立する。